# Dipylidium caninum
Il Dipylidium caninum o tenia del cane è un verme parassita cosmopolita del cane, dei canidi e dei felidi in generale, come pure di tutti gli animali che ospitano le pulci, soprattutto le specie Ctenocephalides canis e Ctenocephalides felis, ovvero le comuni pulci del cane e del gatto, e più raramente la Pulex irritans o pulce dell'uomo e il Trichodectes canis o pidocchio masticatore.
Questo parassita era noto sin dai tempi degli antichi babilonesi, ma venne classificato scientificamente da Linneo solo nel 1758, dandogli in nome di Taenia canina. I primi lavori sul suo ciclo riproduttivo furono fatti nel 1893 dal veterinario francese Maurice Neveu-Lemaire.

## Descrizione
Il Dipylidium caninum in forma adulta raggiunge una lunghezza di circa 15-70 centimetri con un diametro di 2,5-3 millimetri; la colorazione varia dal bianco al giallo chiaro. Il corpo è composto da una testa dove si trova lo scolice, che misura 0,37 millimetri; in gran parte essa è composta da un rostro retrattile, dotato di minuscoli uncini, suddivisi in 4-7 filamenti principali, con i quali il parassita si attacca alle pareti intestinali dell'ospite definitivo.
 
Successivamente si trova una parte divisa in vari segmenti definiti proglottidi; su ogni proglottide si trovano due gonadi, maschile e femminile, per la riproduzione sessuale, che in questo parassita è di tipo ermafrodita. Ogni individuo sviluppa dai 60 ai 175 proglottidi che hanno una forma ovoidale allungata della dimensione di 12 millimetri e un diametro di 2,7 millimetri; le uova sono raggruppate in sacche che contengono dalle 25 alle 30 uova; le uova di questo parassita hanno dimensioni di circa 35-60 micron.

## Habitat e ciclo riproduttivo
Per svilupparsi questi parassiti hanno bisogno di due ospiti, uno intermedio, la pulce, ed uno finale, normalmente un mammifero. Il loro habitat principale sono le feci degli organismi ospiti finali, dove si trovano in forma di uova, che vengono ingerite dalle larve delle pulci, il cui apparato mandibolare si presta molto facilmente a questa operazione. Le uova della Dipylidium caninum possono essere ingerite esclusivamente dalle larve della pulce canina e felina, in quanto gli esemplari adulti sviluppano una bocca a forma di sifone che consente un nutrimento quasi esclusivamente a base di sostante liquide, come il sangue. Una volta nelle interiora della pulce il parassita si sviluppa ulteriormente, in uno stato di larva cisticercoide priva di coda, ed in questa fase la temperatura ambientale è vitale per la sopravvivenza della larva. A conclusione del ciclo le pulci infettate dalle larve vengono ingerite dall'ospite finale, nelle cui interiora la larva, ancorandosi con lo scolice al tessuto interno, completa il suo sviluppo e produce uova che verranno espulse all'interno delle proglottidi all'interno delle feci dell'ospite finale, per dare nuovamente inizio ad un ulteriore ciclo riproduttivo. Ogni proglottide è dotata di muscolature sia in senso longitudinale che circolare, che si rivelano molto utili per facilitare il passaggio all'interno del condotto anale dell'ospite finale, e la deiezione verso l'esterno.

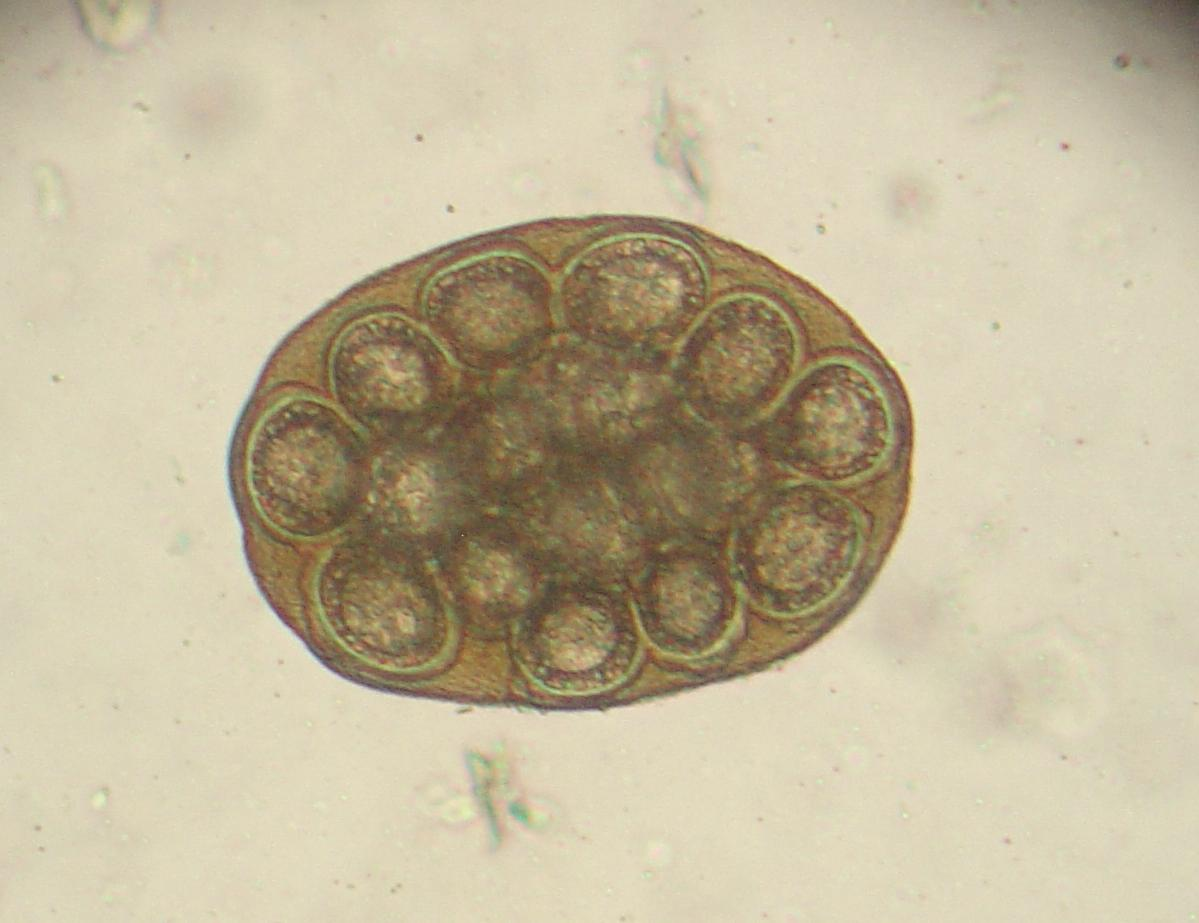
Foto presa al microscopio di un uovo di Dipylidium caninum dove è possibile vedere le larve in forma cisticercoide.

In forma adulta, tramite il suo scolice, il Dipylidium caninum si attacca alle pareti intestinale del suo ospite definitivo (cani, gatti, altri mammiferi) poiché, mancando di apparato digerente esse si nutrono di sostanze nutritive già digerite dall'intestino dell'ospite definitivo che assorbe tramite il proprio tegumento.

## Le patologie per gli ospiti definitivi
La Dipylidium caninum entra nell'ospite definitivo quando quest'ultimo ingoia accidentalmente una pulce infetta. Tuttavia fino a quando l'ospite non presenta un certo numero di parassiti, essi non mostreranno alcuna patologia. Nei felini e nei canidi in giovane età l'infezione presenta diversi sintomi addominali tra i quali diarrea e stitichezza. Normalmente il sintomo più diffuso è la presenza di costanti prurigini nella zona anale, dovuta al passaggio dei proglottidi durante la deiezione. Oltre a colpire canidi e felini questo parassita può essere ingerito anche dall'uomo, ed in questa eventualità la casistica segnala un pericolo maggiore di infezione per i bambini ed i neonati che tendono ad ingoiare il pelo animale e a non lavare le mani dopo aver toccato gli animali domestici. Tuttavia fortunatamente le conseguenze patologiche per l'uomo di questo parassita sono mediamente poco pericolose, e possono produrre insonnia, mancanza di appetito e perdita di peso.
La terapia più diffusa contro questo parassita è la somministrazione orale di Praziquantel o di Epsiprantel, sia agli animali che all'uomo. Questi principi attivi disciolgono direttamente il parassita all'interno dell'intestino. Per completare la terapia è consigliabile un trattamento antiparassitario contro le pulci in modo da eliminare tutti i vettori intermedi del parassita.